# Окрема оперативна група «Нарев»
Окрема оперативна група «Нарев» (пол. Samodzielna Grupa Operacyjna «Narew») — одна з оперативних груп Війська Польського під час Оборонної війни у Польщі в 1939 році.
Окрема оперативна група «Нарев» була утворена 23 березня 1939 року. Командування групою було покладено на бригадного генерала Чеслава Млот-Фіалковського.
До складу оперативної групи входили дві піхотні (18-а та 33-я резервна) та дві кавалерійські (Підляшська та Сувалська) дивізії. Завдання групи полягало в захисті північно-східних районів Польщі та прикриття східного крила армії «Модлін». 6 вересня 1939 року в битві при Замбруві група «Нарев» втратила 18-у піхотну дивізію та кавалерійську бригаду та змушена була відійти до Біловезької Пущі. Після цього воювала у складі оперативної групи «Полісся».